# Лаура Траатс
Лаура Траатс е българска състезателка по художествена гимнастика, златна олимпийска медалистка от Токио 2020.
Два пъти Лаура е бронзова медалистка от световните първенства в Песаро и Баку през 2017 и 2019 година. Златна медалистка е на 5 обръча от световното първенство в София през 2018. Сребърна медалистка е с ансамбъла на световното първенство в София през 2018 година и от световното в Песаро през 2017.
Започва да тренира художествена гимнастика на 4-годишна възраст в клуб „Левски-Триадица“ в София. През 2016 става част от ансамбъл заедно с Елена Бинева, Симона Дянкова, Мадлен Радуканова и Теодора Александрова. 
Баща ѝ е от Нидерландия. Преди пълнолетие, Лаура Траатс има българско и нидерландско гражданство.
Почетен гражданин на София (2021).